# Diaphantania busccalis
Diaphantania busccalis är en fjärilsart som beskrevs av William Schaus 1920. Diaphantania busccalis ingår i släktet Diaphantania och familjen Crambidae. Inga underarter finns listade i Catalogue of Life.